# Scomberoides commersonnianus
Scomberoides commersonnianus es una especie de peces de la familia Carangidae en el orden de los Perciformes.

## Morfología
• Los machos pueden llegar alcanzar los 120 cm de longitud total.

## Distribución geográfica
Se encuentra en las regionst  tropicales del Índico y del oeste del Pacífico.